# آراف‌کی (فیلم)
آراف‌کی (انگلیسی: RFK) فیلمی در ژانر زندگینامه‌ای است که در سال ۲۰۰۲ منتشر شد.

## بازیگران
- لینوس روچه
- جیمز کرامول
- دیوید پایمر
- مارتین دونوان
- وینگ ریمز
- جیکوب بارگاس
- سرجیو دی زیو